# Rok Petrovič
Rok Petrovič, född 5 februari 1966, död 16 september 1993, var en jugoslavisk/slovensk alpin skidåkare. Under säsongen 1985/86 var Petrovič världens bäste slalomåkare. Han vann slalomcupen efter bland annat fem förstaplatser. Han dog den 16 september 1993 i en dykolycka i Kroatien.